# Pfarrkirche Bad Häring

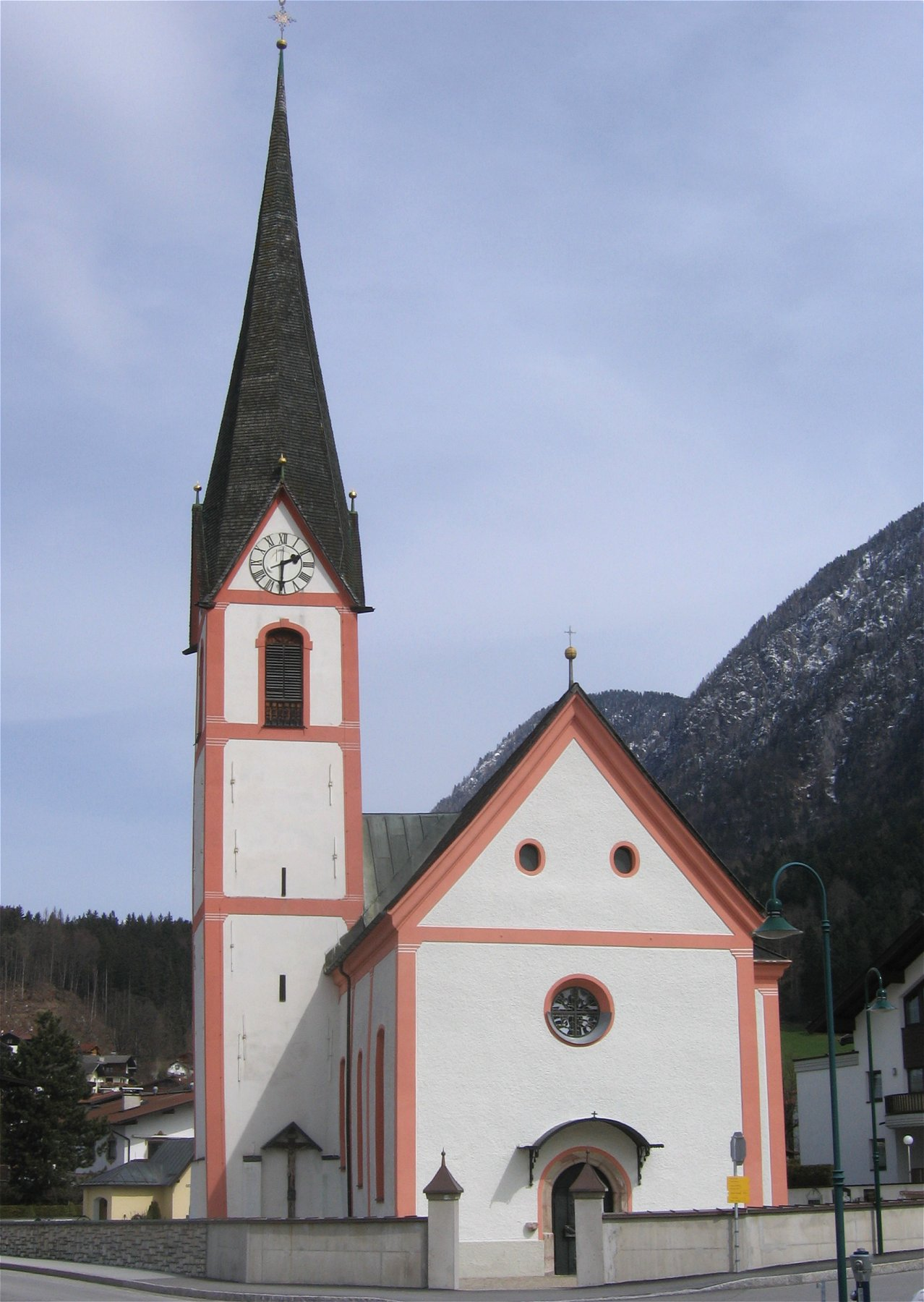
Kath. Pfarrkirche hl. Johannes der Täufer in Bad Häring

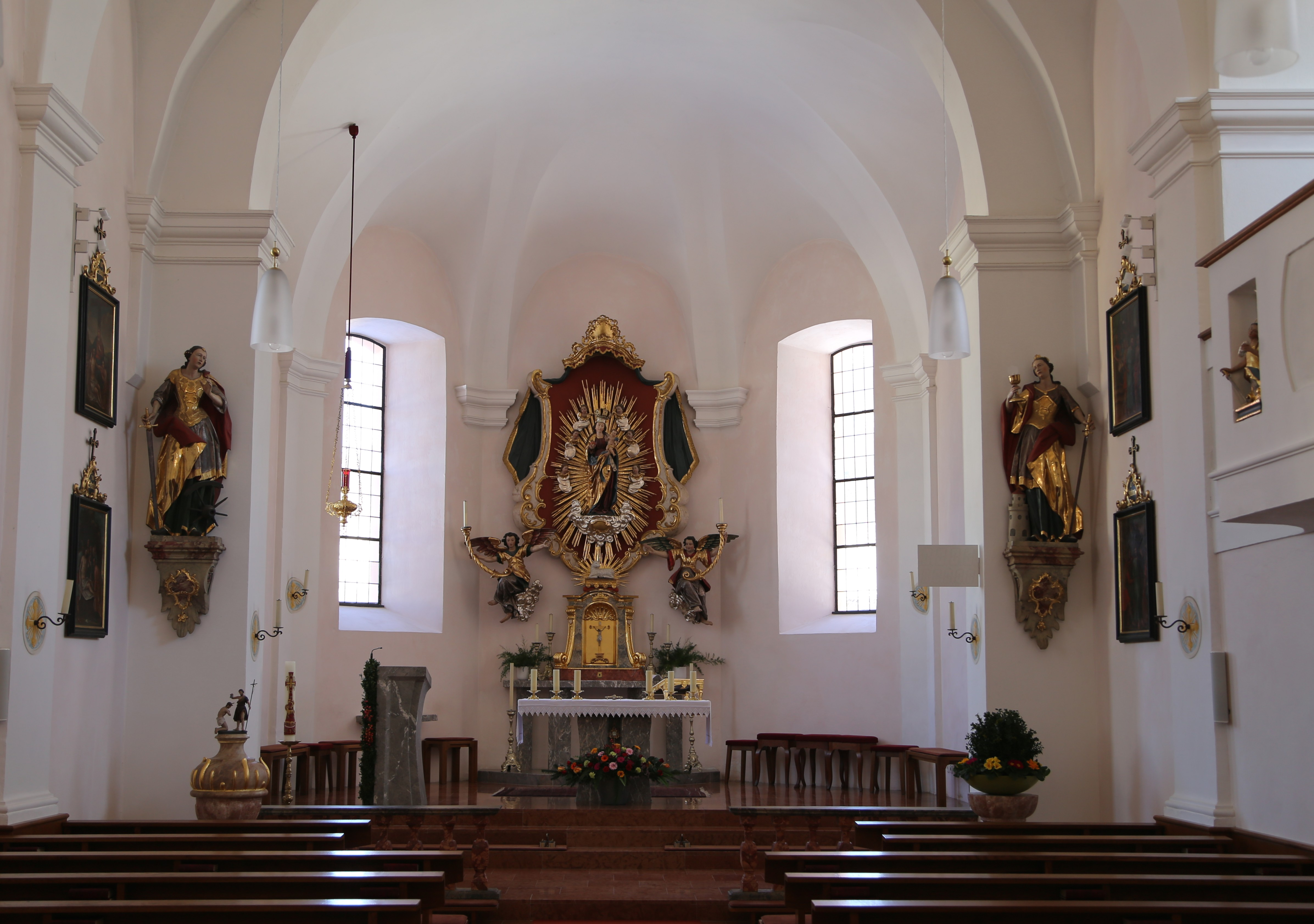
Innenansicht

Die römisch-katholische Pfarrkirche Bad Häring steht in der Gemeinde Bad Häring im Bezirk Kufstein in Tirol. Sie ist dem heiligen Johannes der Täufer geweiht und gehört zum Dekanat Kufstein in der Erzdiözese Salzburg. Die Kirche steht unter Denkmalschutz (Listeneintrag).

## Lagebeschreibung
Die Pfarrkirche steht im Ortszentrum. Sie ist von einem Friedhof umgeben.

## Geschichte
Die Kirche wird 1397 erstmals urkundlich erwähnt. Eine Kirchenweihe im Jahr 1501 ist überliefert. Der im Kern spätgotische Kirchenbau wurde 1732 barockisiert und 1877 Richtung Osten verlängert. 1891 wurde die Kirche zur Pfarrkirche erhoben. 1970 erfolgte eine Renovierung.

## Kirchenbau
Kirchenäußeres
An der Nordseite des Langhauses ist ein schlanker Kirchturm mit Giebelspitzhelm angebaut. An der Südseite schließt ein Sakristeianbau an. An Turm, Langhaus und Chor sind Ecklisenen. Das Westportal aus dem 16. Jahrhundert hat eine gekehlte Bogenlaibung. An der Tür sind getriebene Kupferreliefs von Elmar Kopp aus dem Jahr 1965.
Kircheninneres
Im Inneren sind die drei Joche des ehemaligen gotischen Langhauses durch eingezogene Triumphbogenpfeiler von drei weiteren Langhausjochen, dem ehemaligen Chor, abgesetzt. Der einjochige Chor endet in einem dreiseitigen Schluss von 1877. Die gotischen Gewölbe im Langhaus sind verschliffen. Das Gewölbe ruht auf barocken Pilastervorlagen mit Gesimsen.

## Ausstattung
An der Chorrückwand ist ein spätgotisches Madonnenbild aus der Zeit um 1490. Sie befindet sich in einem barocken Rahmen. Es wird flankiert von barocken Leuchterengel aus dem dritten Viertel des 17. Jahrhunderts. Die Figuren der Heiligen Johannes der Täufer, Johannes Ev. und ein Kruzifix stammen aus dem 19. Jahrhundert. Die Figuren der heiligen Katharina und der heiligen Barbara stammen aus dem letzten Viertel des 18. Jahrhunderts. Die Glasmalereien entstanden in den Jahren 1937 bis 1940.